# Into the Unknown (álbum de Mercyful Fate)
Into the Unknown es el quinto álbum de estudio de Mercyful Fate, lanzado por Metal Blade Records el 20 de agosto de 1996.
Into the Unknown es el álbum de mayor éxito comercial de Mercyful Fate hasta la fecha. Alcanzó el puesto # 31 en las listas finlandesas, permaneciendo durante dos semanas en el Top 40. Es el único álbum de la banda que apareció en las listas de éxitos.

## Lista de canciones
| Edición Europea |                                     |              |                |          |  |
| N.º             | Título                              | Letras       | Música         | Duración |  |
| 1.              | «Lucifer»                           | King Diamond | Diamond        | 1:29     |  |
| 2.              | «The Uninvited Guest»               | Diamond      | Diamond        | 4:14     |  |
| 3.              | «Ghost Of Change»                   | Diamond      | Diamond        | 5:41     |  |
| 4.              | «Listen To The Bell»                | Diamond      | Hank Sherman   | 3:56     |  |
| 5.              | «Fifteen Men» (And a bottle of rum) | Diamond      | Michael Denner | 5:04     |  |
| 6.              | «Into The Unknown»                  | Diamond      | H. Sherman     | 6:33     |  |
| 7.              | «Under The Spell»                   | Diamond      | Diamond        | 4:40     |  |
| 8.              | «Deadtime»                          | Diamond      | M. Denner      | 3:13     |  |
| 9.              | «Holy Water»                        | Diamond      | Diamond        | 4:31     |  |
| 10.             | «Ktulu» (The mad arab Part II)      | Diamond      | H. Sherman     | 5:17     |  |

| Edición Japonesa |                                                                   |                           |          |  |
| N.º              | Título                                                            | Escritor(es)              | Duración |  |
| 11.              | «The Ripper» (Bonus track originalmente grabado por Judas Priest) | Rob Halford, Glenn Tipton | 2:51     |  |

## Integrantes
- King Diamond - vocalista
- Hank Sherman - guitarrista
- Michael Denner - guitarrista
- Sharlee D'Angelo - bajista
- Bjarne T. Holm - baterista